# Hope College

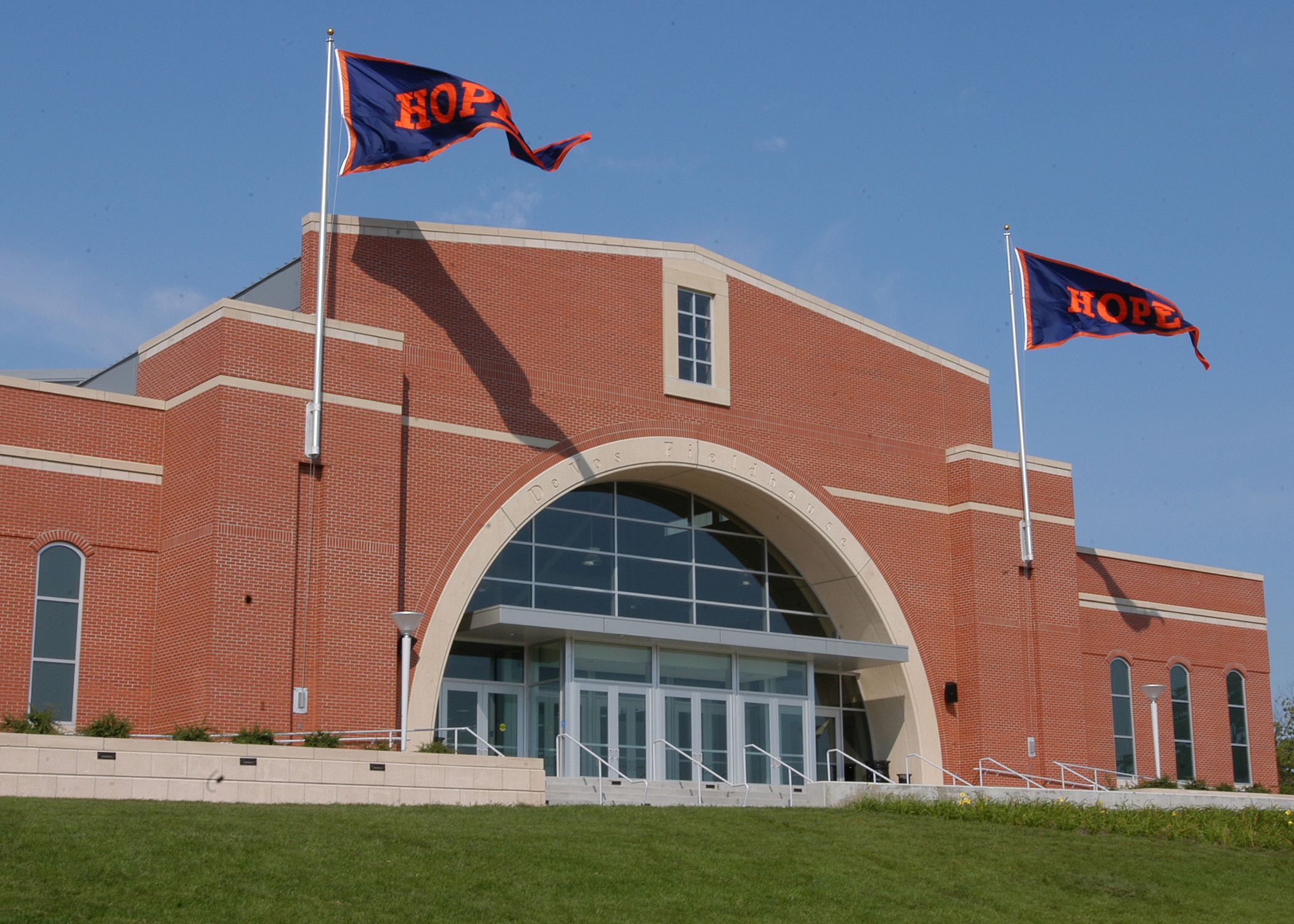
DeVos Fieldhouse op de campus van Hope College

Hope College is een middelgroot, christelijk liberal arts college in de Amerikaanse plaats Holland in de staat Michigan. Het in 1866 door Nederlandse immigranten opgerichte college is verbonden aan de Reformed Church in America, heeft ongeveer 3200 studenten en 203 faculteitsmedewerkers (fte).
Nauw verbonden met het Hope College is het in dezelfde plaats gelegen Western Theological Seminary, een theologische opleiding van de Reformed Church in America.
De Reformed Church in America heeft nog twee liberal arts colleges, het Central College en het Northwestern College (Iowa).

## A. C. Van Raalte Institute
In 1994 werd aan het Hope College het A. C. Van Raalte Institute opgericht. Dit instituut houdt zich bezig met geschiedkundig onderzoek, in het bijzonder die van Nederlandse Amerikanen in de 19e en 20e eeuw, de plaats Holland en het Hope College.
Het A. C. Van Raalte Institute is vernoemd naar dominee Albertus van Raalte (1811-1876), leider van de stichters van de plaats Holland en sleutelfiguur in de oprichting van het Hope College.

## Oud-studenten
- James Bultman (19?), scheikundige (1999-2013 voorzitter van Hope College)
- Pete Hoekstra (1953), politicus
- Abraham Johannes Muste (1885-1967), pacifist
- Robert A. Schuller (1954), televisiedominee
- Robert H. Schuller (1926), televisiedominee (vader van Robert A. Schuller)
- Larry Siedentop, historicus
- Richard Smalley (1943-2005), scheikundige (Nobelprijs voor de Scheikunde 1996)
- Sufjan Stevens (1975), zanger, multi-instrumentalist en liedjesschrijver

## (Oud-)faculteitsmedewerkers
- James Bultman (19?), scheikundige (sinds 1968 bij Hope College werkzaam, voorzitter van 1999 tot 2013)
- James Kennedy (1963), geschiedkundige (lesgevend hoogleraar Europese geschiedenis en onderzoekersmedewerker aan het A. C. Van Raalte Institute 1997-2003)